# Odd Taxi
Odd Taxi (яп. オッドタクシー Оддо такуси:, «Необычное такси», стилизованное название: ODDTAXI) — оригинальный аниме-сериал совместного производства студий OLM и P.I.C.S. Его трансляция проходила с апреля по июнь 2021 года на телеканалах TV Tokyo и AT-X. За три месяца до премьеры сценарий аниме-сериала был адаптирован в формат манги, публикация которой проходила с января 2021 года по июль 2022 года в сервисе цифровой манги Superior Dalpana издательства Shogakukan. В апреле 2022 года состоялась премьера полнометражного аниме-фильма под названием Odd Taxi: In the Woods (в переводе с англ. — «Необычное такси: В чаще»).

## Сюжет
Действие сюжета разворачивается в Токио, населённом антропоморфными животными. Центральным персонажем истории является 41-летний морж-таксист Хироси Одокава, который рано потерял родителей, что впоследствии наложило отпечаток на его характер. Несмотря на это, он поддерживает разговоры с другими пассажирами-животными во время поездок по Токио. Пассажиры такси Одокавы оказываются замешаны в серии загадочных происшествий и актов насилия, а одна старшеклассница после поездки пропала, в связи с чем полиция устанавливает за Хироси слежку, что привлекает внимание и якудза.

## Персонажи
Хироси Одокава (яп. 小戸川 宏 Одокава Хироси) — меланхоличный и безэмоциональный морж-таксист средних лет. Любит слушать различные радиопрограммы как на работе, так и вне её.
Сэйю: Нацуки Ханаэ
Михо Сиракава (яп. 白川 美保 Сиракава Михо) — молодая альпака-медсестра, работающая в клинике Горики. Втайне продаёт некоторые лекарства клиники на чёрном рынке, чтобы погасить свою задолженность. В качестве хобби занимается капоэйрой.
Сэйю: Рихо Иида
Аюму Горики (яп. 剛力 歩 Го:рики Аюму) — горилла-врач средних лет и лечащий врач Одокавы, владелец собственной клиники.
Сэйю: Рёхэй Кимура
Эйдзи Какихана (яп. 柿花 英二 Какихана Эйдзи) — белый гиббон средних лет, друг Одокавы. Работает уборщиком и пытается познакомиться с противопожным полом, используя приложение для знакомств.
Сэйю: Каппэй Ямагути
Руй Никайдо (яп. 二階堂 ルイ Никайдо: Руй) — той-пудель и солистка новой идол-группы Mystery Kiss.
Сэйю: Судзуко Мимори
Сихо Итимура (яп. 市村 しほ Итимура Сихо) — трёхцветная кошка и одна из бэк-вокалисток группы Mystery Kiss. По принуждению менеджера участвует в многочисленных схемах по вымогательству денег у богатых мужчин.
Сэйю: Моэка Коидзуми
Юки Мицуя (яп. 三矢 ユキ Мицуя Юки) — чёрная кошка, одна из бэк-вокалисток Mystery Kiss. Была спортивной и талантливой девушкой и перед своей таинственной смертью собиралась заменить Руй на посту солистки группы. Позже выясняется, что её настоящее имя — Сакура Вадагаки (яп. 和田垣 さくら Вадагаки Сакура), которая не прошла пробы и уступила место настоящей Юки Мицуи.
Сэйю: Манацу Мураками
Кэнсиро Даймон (яп. 大門 堅志朗 Даймон Кэнсиро:) и Косиро Даймон (яп. 大門 幸志朗 Даймон Ко:сиро:) — пара единоутробных сурикатов-близнецов; они вместе работают полицейскими. Кэнсиро, старший брат, — циничный и продажный полицейский, закрывающий глаза на многое в обмен на взятки. Косиро, младший брат, обладает повышенным чувством справедливости и наивно доверяет старшему брату.
Сэйю: Косэй (Кэнсиро) и Асэй (Косиро)
Кэнсукэ Сибагаки (яп. 柴垣 謙介 Сибагаки Кэнсукэ) — дикий кабан, играющий амплуа бокэ (забавного персонажа) в комедийном мандзай-дуэте «Гомосапиенс». Подрабатывает в кабаре-клубе, чтобы свести концы с концами и пытается добиться успеха в своей комедийной карьере.
Сэйю: Юсукэ
Ацуя Баба (яп. 馬場 敦也 Баба Ацуя) — конь, играющий амплуа цуккоми (серьёзного персонажа) в комедийном мандзай-дуэте «Гомосапиенс». Баба становится всё популярнее и появляется на телевидении, но всё ещё считает Сибагаки самым смешным участником их дуэта.
Сэйю: Ацухиро Цуда
Таити Кабасава (яп. 樺沢 太一 Кабасава Таити) — карликовый бегемот, студент колледжа. Зависим от социальных сетей и отчаянно ищет фото или видео, которое станет «вирусным» в Интернете.
Сэйю: Такаси
Таэко Харада (яп. 原田 タエ子 Харада Таэко) — кенгуру, владелица идзакаи «Ямабико», которое часто посещают Одокава и многие его знакомые.
Сэйю: Томоко Мураками
Даити Фукумото (яп. 福本 大地 Фукумото Даити) — большая панда-комик и участник комедийного дуэта Bonno Illumination.
Сэйю: Кэйсукэ Такаи
Сигэюки Кондо (яп. 近藤 繁之 Кондо: Сигэюки) — гепард-комик и участник комедийного дуэта Bonno Illumination.
Сэйю: Phoenix
Добу (яп. ドブ) — гангстер-гелада и рэкетир под руководством Куроды. Добу подозревает, что Одокава каким-то образом причастен к делу о пропавшей старшекласснице. Соперник Яно. Его настоящее имя — Кёхэй Мидзогути (яп. 溝口 恭平 Мидзогути Кё:хэй); Добу (яп. どぶ) — альтернативное прочтение иероглифа 溝, первого кандзи его имени, означающее «ров».
Сэйю: Кэндзи Хамада
Сюн Имаи (яп. 今井 旬 Имаи Сюн) — скунс, один из первых поклонников Mystery Kiss. Пристально следит за группой и старается посещать каждый концерт и, когда сможет, покупает мерч группы. Подрабатывает в кабаре-клубе и покупает лотерейные билеты, чтобы поддерживать своё увлечение.
Сэйю: Кодай Сакаи
Хадзимэ Танака (яп. 田中 一 Танака Хадзимэ) — пума, член команды разработчиков компьютерных игр. Он стал одержим навязчивой идеей получить в мобильной игре чрезвычайно редкую птицу додо, чтобы исправить свою прошлую глупую ошибку, совершённую в детстве. Лишился рассудка и пообещал отомстить Одокаве после того, как, спасаясь от наезда такси, сломал свой смартфон и потерял додо.
Сэйю: Сома Сайто
Фуюки Ямамото (яп. 山本 冬樹 Ямамото Фуюки) — рыжий лис, менеджер группы Mystery Kiss. Интересуется делом о пропавшей старшекласснице.
Сэйю: Макото Фурукава
Того Сэкигути (яп. 関口 東吾 Сэкигути То:го) — белый медведь в спортивном костюме, член якудза. Телохранитель Яно.
Сэйю: Тядо Хории
Сигэру Курода (яп. 黒田 茂 Курода Сигэру) — тапир, босс якудза. Руководит Добу и Яно.
Сэйю: Такая Курода
Канон (яп. 花音) — полосатая кошка-фрилансер и восходящий идол.
Сэйю: Аманэ Сиомия
Рэйна (яп. 玲奈) — кролик-фрилансер, одна из подписчиц Кабасавы.
Сэйю: Тика Кагура
Харухито Яно (яп. 矢野 治人 Яно Харухито) — гангстер-дикобраз, соперник Добу в том же синдикате якудза. Всегда разговаривает рифмами, что создаёт впечатление читки рэпа.
Сэйю: Meteor
Сатоси Нагасима (яп. 長嶋 聡 Нагасима Сатоси) — старшеклассник-жираф, страстный поклонник дуэта «Гомосапиенс», пишет им письма почти каждую неделю. Также ведёт свой собственный любительский подкаст.
Сэйю: Махиро Такасуги

## Медиа

### Аниме
Подробности аниме-сериала стали известны 15 января 2021 года. Его производством занялись студии OLM и P.I.C.S., на должность режиссёра и раскадровщика был назначен Баку Киносита, сценаристом стал Кадзуя Кономото, дизайнерами персонажей — Кономото и Хироми Накаяма, а композиторами  — OMSB, Punpee и VaVa. Предпремьерный показ первых четырёх серий состоялся 20 марта 2021 года в токийском кинотеатре «Ёсимото Юракутё». Аниме-сериал транслировался со 6 апреля по 29 июня 2021 года на телеканалах TV Tokyo и AT-X. Открывающая музыкальная тема — «Odd Taxi», исполненная певцом Skirt и рэпером/диджеем Punpee; закрывающая — «Sugarless Kiss», исполненная Судзуко Мимори.
За пределами Азии аниме-сериал лицензирован стриминговым сервисом Crunchyroll, а на территории Юго-Восточной Азии — компанией Mighty Media. На русском языке лицензирован Crunchyroll под названием «Необычное такси».
Изначально производственный комитет не планировал выпускать бокс-сет с аниме-сериалом на Blu-Ray, однако в ответ на просьбы зрителей было объявлено, что бокс-сет будет выпущен при условии, если в ходе спецкампании будет сделано не менее 300 предзаказов. Позднее компания Pony Canyon отчиталась о том, что было сделано не менее 500 предзаказов по цене 27 500 иен каждый.
13 августа 2025 года состоялся анонс двух фильмов-компиляций сериала. Показы первого фильма, сюжет которого охватывает 1-7 серии, пройдут с 10 по 11 сентября, показы второго с охватом 8-13 серий — с 17 по 18 сентября.

#### Список серий
| №  | Название                                                                                      | Режиссёр         | Премьера в Японии |
| -- | --------------------------------------------------------------------------------------------- | ---------------- | ----------------- |
| 01 | Чудаковатый водитель «Кавари моно но унтэнсю» (変わり者の運転手)                              | Саяка Ямай       | 6 апреля 2021 г.  |
| 02 | Как провести долгую ночь «Нагай ёру но сугосиката» (長い夜の過ごし方)                         | Кэнъити Нисида   | 13 апреля 2021 г. |
| 03 | Суррогат и осторожность «Цукэякиба ни го-ё:дзин» (付け焼き刃に御用心)                         | Маю Нумаяма      | 20 апреля 2021 г. |
| 04 | Революция Танаки «Танака какумэй» (田中革命)                                                  | Хидэаки Оба      | 27 апреля 2021 г. |
| 05 | Не называй меня айдолом «Айдору нантэ ёбанай дэ» (アイドルなんて呼ばないで)                   | Сигэки Авай      | 4 мая 2021 г.     |
| 06 | Хоть бы кто сказал мне: «Что ты творишь?» «Нандэянэн га кикитай ё» (なんでやねんが聞きたいよ) | Кэнъити Нисида   | 11 мая 2021 г.    |
| 07 | Сладость или гадость «Торикку оа тори:то» (トリック・オア・トリート)                          | Маю Нумаяма      | 18 мая 2021 г.    |
| 08 | Будь здоров «Bless you»                                                                       | Саяка Ямай       | 25 мая 2021 г.    |
| 09 | Меланхолия героя «Хи:ро: но ю:цу» (ヒーローの憂鬱)                                            | Кэнъити Нисида   | 1 июня 2021 г.    |
| 10 | У нас нет завтра «Орэтати ни асу ва най» (俺たちに明日はない)                                 | Рокусукэ Окимицу | 8 июня 2021 г.    |
| 11 | Если бы только вернуться в тот день «Ано хи ни модорэ тара» (あの日に戻れたら)                | Хидэаки Оба      | 15 июня 2021 г.   |
| 12 | Двоим всё мало «Таринай футари» (たりないふたり)                                              | Маю Нумаяма      | 22 июня 2021 г.   |
| 13 | Куда едем? «Дотира мадэ?» (どちらまで？)                                                      | Саяка Ямай       | 29 июня 2021 г.   |

### Аудиопостановка
Одновременно с аниме-сериалом проходила трансляция аудиопостановки, первый выпуск которой был загружён 6 апреля 2021 года на официальный канал аниме-сериала на YouTube. Постановка содержит разговоры между персонажами, передававшихся посредством ручки с подслушивающим устройством, которую можно было заметить на протяжении всего аниме-сериала.

### Манга
Об адаптации сценария аниме в формат манги стало известно 15 января 2021 года вместе с подробностями аниме-сериала. Манга, написанная Кадзуей Кономото и проиллюстрированная Такэити Абараей, публиковалась с 15 января 2021 года по 22 июля 2022 года в сервисе цифровой манги Superior Dalpana издательства Shogakukan. Всего главы манги были скомпонованы в пять томов-танкобонов. 
В феврале 2023 года стало известно о запуске нового проекта под названием RoOT/Route of Odd Taxi (яп. RoOT / ルート オブ オッドタクシー RoOT/Ру:то обу оддо такуси:, «Маршрут необычного такси/МНТ»). В рамках проекта с 24 февраля 2023 по 25 апреля 2025 года в сервисе Superior Dalpana публиковалась одноимённая манга. 27 ноября 2024 года стало известно, что она завершится на шестом томе-танкобоне, выход которого состоялся 30 мая 2025 года.
В ноябре 2023 года американское издательство Denpa объявило о приобретении прав на публикацию Odd Taxi на английском языке.

#### Список томов
Основная серия
| №  | Дата публикации   | ISBN                   |
| -- | ----------------- | ---------------------- |
| 01 | 30 марта 2021 г.  | ISBN 978-4-0986-1014-3 |
| 02 | 30 июня 2021 г.   | ISBN 978-4-0986-1089-1 |
| 03 | 30 ноября 2021 г. | ISBN 978-4-0986-1192-8 |
| 04 | 30 марта 2022 г.  | ISBN 978-4-0986-1294-9 |
| 05 | 29 июля 2022 г.   | ISBN 978-4-0986-1385-4 |

RoOT/Route of Odd Taxi
| №  | Дата публикации     | ISBN                   |
| -- | ------------------- | ---------------------- |
| 01 | 30 мая 2023 г.      | ISBN 978-4-0986-1807-1 |
| 02 | 28 сентября 2023 г. | ISBN 978-4-0986-2523-9 |
| 03 | 27 декабря 2023 г.  | ISBN 978-4-0986-2622-9 |
| 04 | 30 мая 2024 г.      | ISBN 978-4-0986-2802-5 |
| 05 | 28 ноября 2024 г.   | ISBN 978-4-0986-3071-4 |
| 06 | 30 мая 2025 г.      | ISBN 978-4-0986-3429-3 |

### Роман
6 июля 2021 года под импринтом Shogakukan Bunko выпущен роман-адаптация, основанный на сценарии Кадзуи Кономото и написанный Манабу Вакуи. Роман представляет собой пересказ нескольких ключевых моментов аниме-сериала с точки зрения разных персонажей.
| № | Дата публикации | ISBN                   |
| - | --------------- | ---------------------- |
| — | 6 июля 2021 г.  | ISBN 978-4-0940-7043-9 |

### Фильм
25 декабря 2021 года посредством официального твиттер-аккаунта аниме-сериала состоялся анонс полнометражного аниме-фильма под названием Odd Taxi: In the Woods (яп. 映画 「オッドタクシー イン・ザ・ウッズ」 Эйга «Оддо такуси: ин дза уддзу», «Необычное такси: В чаще»). Вся команда, работавшая над аниме-сериалом, осталась прежней. Премьера фильма состоялась 1 апреля 2022 года в кинотеатрах Японии.
Дистрибьютором фильма на территории Японии выступила компания Asmik Ace, на территории Тайваня — компания Mighty Media. За пределами Азии фильм лицензирован стриминговым сервисом Crunchyroll.
По данным на 23 апреля 2022 года фильм собрал в японском кинопрокате 130 миллионов иен (примерно 1,01 миллиона долларов США).

### Музыка
В качестве закрывающей музыкальной темы для шестой серии была выбрана песня «Kabe no Muko ni Waraigoe wo Kikimashita ka» (яп. 壁の向こうに笑い声を聞きましたか Кабэ но муко: ни вараигоэ о кикимасита ка, «Слышал ли ты смех за стеной?»), исполненная японским певцом Тони Фрэнком. В июле 2021 года Meteor, рэпер и сэйю Яно, выпустил под лейблом Summit! альбом 2019, содержащий композиции, исполненные от лица его персонажа.

### Спектакль
В мае 2022 года стало известно о работе над спектаклем под названием Odd Taxi: Diamond wa Kizutsukanai (яп. オッドタクシー金剛石は傷つかない Оддо такуси: конго:сэки ва кидзуцуканай, «Необычное такси: Неповреждённый алмаз»), являющимся прологом основного сюжета и рассказывающем об участницах идол-группы Mystery Kiss. Роль Руй Никайдо исполнила Юй Огури, Юки Мицую сыграла Нонока Ямагути, Сихо Итимуру — Хитоми Судзуки, а роль Сакуры Вадагаки досталась Хиёри Хамагиси. На должность режиссёра спектакля был назначен Юсэй Нарусэ, сценаристами стали Кадзуя Кономото и Датэ-сан, а композиторами — OMSB, Punpee и VaVa. Изначально постановка спектакля должна была проходить с 7 июля по 18 июля 2022 года на сцене традиционного зала Культурного центра Овада в Сибуе, однако в связи с пандемией COVID-19 она была перенесена на 2023 год. Постановка проходила с 25 по 31 января 2023 года на сцене зала Отэмати Мицуи в Токио и с 4 по 5 февраля 2023 года на сцене зала Cool Japan Park Osaka TT в Осаке.

### Дорама
25 декабря 2023 года стало известно о том, что манга RoOT/Route of Odd Taxi будет адаптирована в формат дорамы. Роль детективов сыграли Юми Каваи и Рёта Бандо. На должность режиссёра и сценариста был назначен Такафуми Цутия. Дорама транслировалась с 3 апреля по 4 июня 2024 года на телеканале TV Tokyo. Открывающая музыкальная тема — «Chikagoro» (яп. 近頃 Тикагоро, «Недавно»), исполненная дуэтом Bialystocks; закрывающая — «Roller Coaster», исполненная певцами Sirup и Sumin.
На территории Среднего Востока, СНГ и за пределами Азии дорама лицензирована стриминговым сервисом Crunchyroll.

### Прочее
В июле 2020 года в социальной сети «Твиттер» была создана учётная запись, активность в которой до ноября 2020 года велась (под ником @kbsw_t) от имени бегемота Таити Кабасавы. Самый популярный твит под данным ником был опубликован 10 октября 2020 года и содержит селфи с Одокавой и Кабасавой, при этом внимание к нему было привлечено лишь после выхода первой серии.

## Приём

### Отзывы
В декабре 2021 года обозревательница журнала The New Yorker Дорин Сент-Феликс в рейтинге «Лучшие телепрограммы 2021 года» отметила аниме-сериал в числе достойных упоминания. Сент-Феликс заявила, что «нуарный юмор <...> заставил [её] почувствовать себя ненормальной — в хорошем смысле». Редакция сайта IGN назвала аниме-сериал лучшим аниме года, охарактеризовав его как «увлекательную детективную драму с невероятно прописанными, глубоко проработанными и запоминающимися персонажами, и с уникальным, выделяющимся стилем рисовки». Остин Джонс и Рубен Барон в статье для журнала Paste назвали «Необычное такси» «Лучшим новым аниме-сериалом 2021 года» и резюмировали его как «одного из лучших аниме последних лет, не похожее ни на что другое из вышедшего на данный момент», отметив также, что «стёб между ключевыми персонажами [раскрывает] глубоко человеческий взгляд на современную жизнь».

### Награды и номинации
| Год  | Награда                                      | Результат | Категория                                  | Номинант                           | Прим.  |
| ---- | -------------------------------------------- | --------- | ------------------------------------------ | ---------------------------------- | ------ |
| 2021 | IGN «Best of»                                | Победа    | Лучший аниме-сериал 2021 года              | Odd Taxi                           | [ 43 ] |
| 2022 | Anime Trending Awards                        | 3-е место | Детективное или психологическое аниме года | Odd Taxi                           | [ 45 ] |
| 2022 | Anime Trending Awards                        | 7-е место | Лучший дизайн персонажей                   | Odd Taxi                           | [ 45 ] |
| 2022 | Anime Trending Awards                        | 2-е место | Лучший оригинальный сценарий               | Odd Taxi                           | [ 45 ] |
| 2022 | Anime Trending Awards                        | 8-е место | Лучший подбор голосов                      | Odd Taxi                           | [ 45 ] |
| 2022 | Crunchyroll Anime Awards                     | Номинация | Аниме года                                 | Odd Taxi                           | [ 46 ] |
| 2022 | Crunchyroll Anime Awards                     | Номинация | Лучшая драма                               | Odd Taxi                           | [ 46 ] |
| 2022 | Crunchyroll Anime Awards                     | Номинация | Лучшая комедия                             | Odd Taxi                           | [ 46 ] |
| 2022 | Crunchyroll Anime Awards                     | Номинация | Лучший антагонист                          | Харухито Яно                       | [ 46 ] |
| 2022 | Crunchyroll Anime Awards                     | Номинация | Лучший дизайн персонажей                   | Баку Киносита и Хироми Накаяма     | [ 46 ] |
| 2022 | Crunchyroll Anime Awards                     | Номинация | Лучший мужской персонаж                    | Хироси Одокава                     | [ 46 ] |
| 2022 | Crunchyroll Anime Awards                     | Номинация | Лучший опенинг                             | «Odd Taxi» от Skirt и Punpee       | [ 46 ] |
| 2022 | Crunchyroll Anime Awards                     | Победа    | Лучший протагонист                         | Хироси Одокава                     | [ 47 ] |
| 2022 | Crunchyroll Anime Awards                     | Победа    | Лучший режиссёр                            | Баку Киносита                      | [ 47 ] |
| 2022 | Crunchyroll Anime Awards                     | Номинация | Лучший саундтрек                           | OMSB, Punpee и VaVa                | [ 46 ] |
| 2022 | Crunchyroll Anime Awards                     | Номинация | Лучший сэйю                                | Нацуки Ханаэ в роли Хироси Одокавы | [ 46 ] |
| 2022 | Japan Media Arts Festival (отрасль анимации) | Победа    | Премия «Свежий взгляд»                     | Odd Taxi                           | [ 48 ] |
| 2022 | Reddit Anime Awards                          | Победа    | Лучший дизайн персонажей (выбор зрителей)  | Odd Taxi                           | [ 49 ] |
| 2022 | Reddit Anime Awards                          | Победа    | Лучший опенинг (выбор зрителей)            | «Odd Taxi» от Skirt и Punpee       | [ 49 ] |
| 2022 | Reddit Anime Awards                          | Победа    | Лучший саспенс (выбор зрителей)            | Odd Taxi                           | [ 49 ] |
| 2022 | Ursa Major Awards                            | Номинация | Лучший драматический сериал                | Odd Taxi                           | [ 50 ] |